# パスポート・ブルー
『パスポート・ブルー』は、石渡治による日本の漫画。

## 概要
週刊少年漫画雑誌『週刊少年サンデー』（小学館）に、1999年24号から2001年38号まで連載された。単行本は小学館：少年サンデーコミックスより全12巻。
主人公真上直進がH-IIロケットの打ち上げを見たのを契機に宇宙飛行士を目指す物語。連載時から見れば近未来にあたり、例えば作中に登場するNASDAは2003年にJAXAに改組されたり、実際にはプランだけで開発凍結となった日本版スペースシャトルHOPE-Xが実用段階に向け開発されている等、現実との相違点も生じている。
執筆時点で開発中・構想中だった現実の延長線上にある宇宙開発の他、少年犯罪や家庭・教育問題なども描き出している。

## あらすじ
小学生編
頭は悪いがスポーツ万能で友達思いの小学4年生・真上 直進（まっすぐ）は、町工場を営む父親の関わったH-IIロケットの打ち上げを種子島宇宙センターで見学する。それを契機に、宇宙飛行士を目指して熱心に勉強するようになり、親友の青山 空知（そらち）、まっすぐに興味を持った風子（プー子）らと共に宇宙飛行士を志す。
東京都中森区では従来からある町工場を主とする"がらくた町"と、バブル景気で新興した"あぶく町"にわかれ、大人も子供も対立していたが、まっすぐが中心となってペットボトルロケットの製作を通し、子供たちは和解。設立された「中森小科学ロケットクラブ」が後のまっすぐの原点となる。
その後、ロケットクラブで行ったキャンプ中に起こった事故により、崖から落ちた風子は声を失い、宇宙飛行士になる夢を諦めて気象予報士になることを目指す。
中学生編
まっすぐと空知は進学校である私立の「銘成学園中」に進学するも、まっすぐは勉強について行けず退学も考え、地元の公立中を見学する。だが、公立中は「ゆとり教育」の弊害で緩みきった状況にあることに愕然とし、公立中では宇宙飛行士を目指せないと悟る。
そんな中、図書館でひとり勉強する観月さやかと出会い、2人は親しくなる。だが、文化祭で事件が発生し、さやかは裸を盗撮される性被害に遭ってしまう。まっすぐ達は協力して、盗撮データの入った菊池のパソコンを押収。その後、首謀者の小坂を追いつめたが、逆に襲撃を受けまっすぐは肩に銃創を負ってしまう。
事件の収束後は責任を問われ、まっすぐは銘成学園中を退学。公立中に編入し「図書館の仙人」と呼ばれる程の猛勉強で、宇宙やロボットに関する知識を深める。しかし、中学三年生の夏、転校したさやかと久しぶりに再会しようとした最中、彼女はトラックに轢かれて亡くなり、まっすぐはトラウマを抱えることになる。
高校生編
2007年、自由選択制度を利用して東北トップレベルの「県立仙台青葉高校」に進学し、宇宙ロボット研究の権威・東北大学の内村教授の研究所に出入りするようになる。また、同じ高校の"真一"（まいち）こと一文字 乙姫と出会ったことで、小坂との因縁やさやかの死によるトラウマを乗り越え、2人は付き合うことになる。
ハッカーのサーバー侵入によって中国の通信衛星が制御不能となり、国際宇宙ステーションに衝突する危機を回避するため、まっすぐは「ロボットアームの操縦」で貢献。そのまま東北大学に進学するものと思われていたが、まっすぐは遥か世界を見据え「アメリカ留学」を希望し、「火星にクリオネを探しに行く」ことを夢見ていた。
一方の空知は、母がアルコール中毒になったことから防衛大学校を志望し、航空自衛隊の戦闘機パイロットになって、日本企業によるスペースプレーンに採用され「日本人初の宇宙パイロット」を目指そうとする。
大学生編
2013年、まっすぐはアリゾナ州立大学の5年生になり、パタゴニアで調査活動を行っていた。空知は自衛官、風子は「FU-KO」として世界的なハリウッド女優となり、他の仲間たちもそれぞれの道を歩んでいく。
そんな折、大規模な宇宙嵐が生じる中で、無謀な試験飛行中を強行した民間宇宙飛行機「スターチャイルド」がパタゴニアの山岳地帯に墜落。偶然にも現地にいたまっすぐは、単独で不時着地点に急行してパイロットの救出に成功し、宇宙開発関係者からの信頼を得る。
一方、警察官になった真一は、ハッキングに詳しい菊池の助けを借りて捜査を進めていたが、この宇宙嵐の混乱に乗じてインターネット上の金をかすめ取ったハッカー組織が「小坂」ではないか……との疑いが強まる。
宇宙飛行士募集編
2015年、いよいよNASDAが宇宙飛行士を募集した。まだ大学院生のまっすぐは「実務3年間」と言う規定を満たしておらず、あわや応募できない所だったが、スペースカーゴ社でのアルバイトでのロボット開発を、雇い主であるオーナー2人が強引に「実務」と見なして応募する。審査において論争を招いたものの、みごと書類審査を突破する。
翌2016年夏に試験が始まるが、そこには空知に反目する自衛官・冠茂（かんむり しげる）の姿も在った。最終的に、まっすぐも空知も不合格となってしまうが、2人はスペースカーゴ社で民間宇宙飛行士となる道を選び、風子も一般搭乗飛行士に選ばれ、NASAの試験に合格した天野サトシを含め、幼なじみ4人が揃って訓練を積む。
最終対決編
2020年、まずパイロットとして空知が真っ先に宇宙への夢を叶える。次に風子が宇宙ステーションに滞在し、観光客"コァン・マオ"を出迎える。宇宙ステーションと同調した、3機の通信衛星が不穏な様子を見せる中、"コァン・マオ"こと「冠 茂」を犯人とした乗っ取り事件が発生する。
犯人グループは、太陽光宇宙発電所をクラックして破壊。実行部隊の冠は、風子以外の乗組員を全員「CRV緊急帰還機」に入れて切り離してしまう。ソユーズにのって脱出した冠は、風子を残した国際宇宙ステーションの軌道変更をして3日後に地球に墜落させようとする。
真一やハルの捜査により、この事件の黒幕が「小坂」であることが発覚する。小坂に見捨てられ、冠の乗ったCRVは大気圏突入で焼失する。一方、宇宙に行くまっすぐを管制支援するため、筑波宇宙センターに向かった空知は、小坂に殴られて飯田みちると共に拉致される。
ステーション墜落までに飛び立てるのは、無人試験飛行の準備が整っていた日本のHOPE-Xのみ。まっすぐはHOPE-Xに乗り、宇宙に到達する。まっすぐが「管制室にいる空知が偽者」だと見破ったことから、整形していた小坂は拳銃を手にして管制室を占拠する。だが、真一ら警察に包囲された後、駆けつけた菊池によって小坂は射殺される。
ステーションにドッキングして、風子と抱きしめあったまっすぐは、ステーションの制御プログラムを回復して、事なきを得る。
エピローグ
5年後、小坂を射殺した菊池が出所し、2人の子供たちを連れた真一とハルは、菊池を「世界一まじめでやさしい正義の味方」として出迎える。かつての"がらくた町"は、科学技術の粋を集めたニュータウンとして蘇り、町出身のヒーローの名前にあやかり「まっすぐ町」と呼ばれるようになる。
まっすぐは風子と、空知はみちると結婚し、それぞれ一子を授かっていた。NASAの宇宙飛行士エースと共に、まっすぐが火星を探索しているところが描かれたところで、物語は終わりを告げる。

## 登場人物
原則として登場時系列順に紹介する。「○○編」とはすべて便宜上つけたもので、作品中に登場するものではない。

### 主要人物
真上直進（まがみ まっすぐ）
愛称「まっすぐ」「ロケット」
小学校時代は下町・がらくた町一の馬鹿な悪ガキで有名だったが、宇宙飛行士になると決めてから猛勉強し、高い理数系の知識を有する人物になった。人を引きつける不思議な魅力の持ち主。大学・院時代にはロボット開発に打ち込み、アシスタントロボット・マイチの開発で成果をあげる。名前の通り、まっすぐな気性と行動力は数多くの人間と縁を結び、彼が動くときには世界中の人々から有形無形のバックアップを受けられるようになる。。
銘成学園付属中学校→中森二中→仙台青葉高校→アリゾナ州立大学→アリゾナ州立大学大学院→スペースカーゴ
青山空知（あおやま そらち）
まっすぐと親友。山の手（通称：あぶく町）育ち。防衛大学校を首席で卒業して航空自衛官となる。空自でのTACネームは「ブルースカイ」。NASDAの募集に応募するが失格。だがNASDAからは搭乗飛行士ではなく、将来的に開発される予定の新型宇宙船の「パイロット候補」として期待されている。
まっすぐとの友情の厚さはホモ疑惑まであり、みちるからはプー子への片思いを疑われていたが、空知にとっては純粋にまっすぐもプー子も大切な友達で選ぶことなどできなかったが故であった。
銘成学園付属中学校→銘成学園付属高校→防衛大学校→航空自衛隊→スペースカーゴ
緑川風子（みどりかわ ふうこ）
愛称「プー子」
小学生の時からずっとまっすぐを想い続け、出しゃばりすぎることも無く、さりげなく近くにいる。UCLAで気象学を学び、日本の気象予報士の資格を持っているのも、その一つ。一方少女時代に蒲田のデパートでスカウトされ、"FU-KO"を名乗りタレントになる。やがてハリウッドでも活躍する世界的な女優になった。
中森小科学ロケットクラブでの活動中に崖から落ち、発声障害 となり、以降は手話や携帯機器で文字を介した会話しかできなくなる。"コアン・マオ"から無重力中で受けた暴力、密閉空間への監禁、そういった極限状態からの脱出の安堵、愛する人に救われた事から、言語能力が回復する。
口癖は「プー」

### 主要人物の家族

#### 真上家
祖父
一流の金属加工職人だが、普段の仕事はコンピュータを使ったもの中心になり、暇を持て余している。まっすぐがロケットに興味を持ち始めた際にはペットボトルロケット用のノズルを張りきって制作してくれた。まっすぐが中学の時に亡くなる。死後は幽霊となって孫を見守っていた。まっすぐに対して厳しい審査をするNASUDAのスタッフを呪ってやるなどと言っていたが、さやかによると真っ当に生きた彼にはそんな力はないとのこと。
父
町工場を営む。一見地味な仕事だが、学生時代にはロケットの研究をしていた。また、H-IIロケットの部品作りに参与していた。
工場の閉鎖後は金属加工の技術指導のため、妻と中国へ渡る。中国共産党の要人とも親交がある。
母
舞（姉）
家出したあげく、離婚調停中の商社マンと不倫し出産。
ダイスケ
舞が不倫して産んだ男の子。まっすぐが乗り込んだH-IIAロケットの打ち上げを見て「自分も乗りたい」と言い出した。

#### 青山家
父
空知が幼い頃に死亡。旅客機のパイロットであった。
母
空知をやや過保護気味に育て、まっすぐと付き合うことにも反感を示すが後に理解。観月さやかの父と結婚を考える程の交際をするが、後に酒に溺れアルコール使用障害になる。

#### 緑川家
母
風子に嫉妬する程、夫を愛していたが死別。風子を手塩にかけて育て上げる。

### 小学校編
天野サトシ（あまの さとし）
代議士の息子。実は宇宙飛行士に強い憧れを持っていたが、父にその夢を馬鹿にされたことと、家族はバラバラで夢を捨てかけていた。"あぶく町"のリーダー格であったが、"がらくた町"のまっすぐらと和解しペットボトルロケットを作ることで宇宙への夢を取り戻す。後に交通事故で両親を失い、小学校卒業と同時にアメリカの叔父の元に身を寄せる。元々アメリカ生まれで二重国籍であったことからアメリカ国籍を選択。アメリカ空軍士官学校を経てNASAの宇宙飛行士になる。
渡米後はまっすぐに英文のみのメールを出していたが、これは自身の勉強も兼ねており、始めた当初は書き上げるまでに数時間かけていた。
波留（はる）
通称「ハルちゃん」
後に警察官になり、真一と結婚。
元木徹也（もとき てつや）
通称「もっくん」
"がらくた町"のリーダー。高校生の時には「21世紀番長」を名乗り、小坂の手配した不良チーム「鴉」と大喧嘩を繰り広げる。卒業後はラーメン屋をやっている。
ミツル
通称「みっちゃん」
"あぶく町"の実質的なリーダー。
伊東（いとう）
まっすぐの父と同じ研究室。真上達をH2ロケット打ち上げを見せる為に種子島に招待した。まっすぐを宇宙飛行士にする契機を与えた人物である。
飯田義男（いいだ よしお）
まっすぐの三つ年上。通称「イーヨ」
ロケット打ち上げを見に来たまっすぐと知り合う。モデルロケットの全国大会優勝者。
東京大学→ISAS（宇宙科学研究所）
飯田みちる（いいだ みちる）
義男の妹。小学校時代から空知に想いを寄せている。高校時代の一時期吉本と付き合っていた。物語の最後にその想いは通じ、空知と結婚。鹿児島出身。
名古屋大学→名古屋大学大学院→四菱
英子（えいこ）
伊東の姪。真上に宇宙飛行士募集要項を手渡した人物。
森田（もりた）
まっすぐ達の小学校時代の恩師。通称「ルーペ先生」
子供がなにか疑問を抱くと「いっしょに考えてみよう」と、まっすぐに勉強の面白さを伝えた人物。後に三宅島に転勤となる。

### コズミックカレッジ編
清水大河（しみず たいが）
愛称「トラ」「トラ吉」など
まっすぐより二つ年上。サッカー部のキャプテンかつ生徒会会長。宇宙開発などを進められるのは豊かで平和な社会があってこそと気付き、長じて官僚となるが、政治家とのコネも用い、政治サイドからまっすぐを支える。
銘成学園中学→銘成学園高校→東京大学→財務省→文部科学省研究開発局→政治家・菅野の私設秘書。菅野内閣成立の“フィクサー”
相沢満（あいざわ みつる）
通称「ザワ」
まっすぐより一つ年上。
栄光付属→大阪大学医学部→名古屋大学医学部大学院・宇宙医学研究センター
吉本栄一郎（よしもと えいいちろう）
通称「エーチン」
まっすぐより二つ年上。格好つけたがりな小心者。高校生時にはみちると付き合っていたが、みちるの空知への想いを知っていたがゆえに別れる。
海王中学→九州大学→NAL（航空宇宙技術研究所）
睦合 中（むつあい あたる）
暗算が得意で「暗算大王」の異名を取った。まっすぐに仙台青葉高校を勧め、自身も進学した。秋田出身。
雄物中学→仙台青葉高校→東北大学→東北大学大学院→NASDA（宇宙開発事業団）
土門隆生（どもん たかお）
宇宙飛行士(ミッション・スペシャリスト)。モデルはJAXA宇宙飛行士土井隆雄。
ビル
宇宙飛行士。専門はコンピュータ。高校編でも国際宇宙ステーションに滞在しており、システム内にある「見えない爆弾」に対処するための作業に尽力した。

### 銘成学園編
ユリ
真上の廃倉庫をバンド練習に使わせてもらう代わりに、まっすぐの家庭教師を無償で行っていた。トップレベルの工業系大学卒業生で、就職浪人。性犯罪に遭ったさやかに助言し支える。後に“Guns & Lillys（ガンズ アンド リリーズ）”というバンドのボーカルとしてデビューし、アルバム「ロケットボーイズ」のジャケットにはまっすぐたちの写真が使われ、彼らのフレンドネットワークの呼称ともなる。
観月さやか（みづき さやか）
空知と顔がそっくりな少女。菊池・小坂らによる被害を受ける。福島県会津若松市に転校するが、中学三年生の夏、まっすぐと再会前にトラックに轢かれ死亡。霊魂となって真一を通じ意思を伝え続ける。霊魂となった際に、自らを「死んじゃってから分かったが、まさか私がホントに宇宙人だったとは」と告白している。
小坂直也（こさか なおや）
まっすぐの一つ年上。
中学生の時点で、父の家庭内暴力により家庭が崩壊している。本編の黒幕的存在。本物の拳銃を所持するなど、中学生とは思えないような悪魔のような男。
のちに失踪した。蛇頭と手を結び、自分と思想を共にする仲間を集め、サイバーテロ組織「TITAN（タイタン）」を結成し、悪事を働く。また、悪事を働いている自覚はなく、ゲームと称し他のネット犯罪者を煽って活動させて挙句、その稼ぎを掠め取ったりもしている。
失踪後は「空知と同じ顔」に整形しており、空知の顔に整形したのは、自身が今まで見た人間の中で「一番他人に好かれていた人間だから」とのこと。普段は柔和な笑顔を浮かべているが、逆上した時など、本性を表す際にはその顔は醜悪なまでに歪ませている。
また、空知やまっすぐたちの過去や経歴を徹底的なまでに調べ上げ、空知に成りすましていた。物語序盤(2巻19ページなど)で、宇宙にいるまっすぐと過去の回想をしている「管制室にいる空知」は、実は小坂である。しかし、まっすぐたちには見抜かれており、他者を蔑むことしかしない自分は「人として既に負けている」と宣告される。
最後にはあまりにもやりすぎたため、仲間は全員チャイニーズマフィアによって粛清され、自身は過去に「エロブタ、オタクデブ」と罵っていた菊池によって顔面を撃ち抜かれ射殺された。
菊池ヒロシ（きくいけ ヒロシ）
まっすぐの一つ年上。
デブなオタク少年。半ば小坂に利用されるようにして事件を起こす。その後、サッカー部に強制入部させられて、1年間しごかれることになり改心する。その後、事件を起こしたことがバレて銘成学園を退学後は、まっすぐとの誓い通りサッカーを続けているうちに筋肉質な体型となり、コンピュータに関しても一流のスキルは維持している。
さやかに加害したことを悔やみ続け、波留いわく「筋金入りの“正義の味方”」となってインターネット監視防衛組織を設立。過去のある自分の名は表に出さず組織成立後は手を引いているが、独自にネット内の動きを監視することは続けている。自身と因縁を持つ小坂を追い続けており、宇宙人となったさやかの「許し」には感激の涙を流して戦う意思を示した。
終盤において死闘の末に、小坂を射殺しようとしたハルを止め、彼の代わりに小坂を射殺・長年の引導を渡した。拳銃不法所持と殺人の現行犯として、その場で逮捕された。最終回で5年あまりの刑期を終え出所する。服役中は模範囚だったようで、最終話のイベントに合わせて出所日を前倒しされる。真一からは「世界一まじめで優しい正義の味方」と子供たちに紹介された。
辰野（たつの）
通称「タッツ」。
清水大河の友人でサッカー部員。まっすぐや空知の2学年上の先輩。情報通。喧嘩っ早い性格で、キレて頭に血が上ると口より先に手が出る乱暴な一面がある。
東北大学での一件の様子から登場人物としては珍しい文系と思われる。
銘成学園中学→銘成学園高校→東京大学→新聞社

### 仙台青葉高校編
一文字乙姫（いちもんじ おとひめ）
通称「真一文字」、「真一」（まいち）
理系オンチかつ重度のブラコンだった。高校時代はまっすぐと交際していたが、大学時代にアリゾナのまっすぐを訪ねた際に「社会という枠組みの中にいる自分と、荒野をどこまでも進んでいくまっすぐとの違い」に気付き別れる。後にキャリア組として警視庁に入庁。波留と仕事をともにして後に結婚。「ひなた」「ひろば」の2児の母となる。
霊感が鋭く、宇宙人となったさやかとも交信している。
一文字甲矢（いちもんじ こうや）
真一の兄。東北大学工学部。頭脳・容姿・運動神経を兼ね備え、真一をブラコンにした"元凶"。
みーこ
真一の親友。睦合中と付き合う。
れな
アメリカからの帰国子女。まっすぐに英語を教えている。
孫（そん）
仙台青葉高校教員。趣味として占星術を行う。まっすぐに中国語を教えている。
内村勝（うちむら まさる）
東北大学教授で、宇宙ロボットの権威。
若宮光一（わかみや こういち）
宇宙飛行士。ロボットアームのスペシャリスト。学生であるまっすぐが出した衛星回収衛星ETS-Xのロボットアーム操作データを使用するために、大人でありプロの宇宙飛行士である自分が「同じ操作ができる」と証明するために訓練をした。
最終対決編では旧式化したロボットアーム付き衛星ETS-Xを使って国際宇宙ステーションを孤立させているハッキング衛星を処分した。
星野アキラ（ほしの あきら）
宇宙飛行士。ミッションスペシャリスト。
洪朱明（ホン・チューミン）
中国航天局局長。暴走した衛星を止めたまっすぐたち東北大研究室に謝辞の電話を掛けた。中国共産党の大物であり、裏から世界の中国人を支配する大幇（タイパン、マフィア）の有力者の1人。技術指導で中国に渡ったまっすぐの父親とも友人となっている。

### アメリカ編
冠 茂（かんむり しげる）
エリート意識の固まりで大学校時代から首席を取った空知を異常な程ライバル視している。自分に負けた相手に悪態を吐くだけではなく自分を負かした相手がそうしないことが信じられないという下種な性格で、ただ空知に張り合うためにNASDAの選抜試験を受け、不合格になる。その後も空知を敵視し続け、小坂の誘いに乗って空自を除隊して消息不明となり、中国人の大富豪"観昌（コァン・マオ）"（冠茂の中国語読みと同じ発音）を名乗り、ロシアから国際宇宙ステーションに上がってステーション乗っ取りの実行犯となるが、乗っ取りを果たして空知に土下座をさせた際の喜びようも常軌を逸していた。ステーションを落下軌道に乗せたあと、1人ソユーズで脱出した際に地上から受ける制御なしで大気圏に突入、突破に失敗して死亡。最期の瞬間に小坂に利用されていたことを知る。
名前の由来は担当編集の冠茂から。サンデーの他作品でもこの名前の登場人物が存在する。
剣崎（けんざき）
空知の教官。
アッちゃん
空知の同僚。姓は「桑沢（くわざわ）」。
角村奈保子（すみむら なほこ）
NASDAの宇宙飛行士。登場時はISSに滞在。エンジェル・スター捜索に向かったというまっすぐの現状を知った各方面からの要請を請けて情報面でのバックアップを行う。
教授
アリゾナ州立大学の宇宙生物学教授。元はNASAの研究室にも参加していた。なにかというとまっすぐをフィールドワークに連れ出し、結果として留年させている。まっすぐがNASDAの宇宙飛行士募集要項を満たせなくなった際には、まっすぐがNASAに入れる条件として自身の養子になることを提案した。
ジェーン
まっすぐと同じ研究生。まっすぐがNASDAの宇宙飛行士募集要項を満たせなくなった際には、まっすぐがNASAに入れる条件として自身との結婚を迫った。
ジェローム
アリゾナ州立大学の院生。専門は地球環境学。ホピ族出身の登山家。部族の風習やお守りを「非科学的」と言いつつ大事にしている。
ロジャー
スペース・カーゴ社パイロット。NASAの試験に落ち続けた結果、民間企業スペースカーゴ社のスカウトに乗り民間スペースプレーン「エンジェルスター」パイロットとなる。
ラドラム会長、バージン会長
ロジャーのボスであるスペース・カーゴ会長と、スペース・カーゴ社に出資したバージン・パシフィックグループの会長。普段はフリーダムな強面でガラも悪いじーさんたちだが、宇宙を目指して志半ばで死んだ孫娘のために「エンジェルスター」を完成させたり、ロジャーを無事生還させた技術力に出資した。
まっすぐがNASDAの宇宙飛行士募集要項を満たせなくなった際には、まっすぐが作ったアシスタントロボット“マイチ”の量産化業務を「（極めて強引にだが）2年分の実務」として認めて背中を押した。
菅野（かんの）
東京工業大学出身の政治家。2013年に総務大臣、2025年に内閣総理大臣。理系出身であり、宇宙嵐の危機を当時の内閣中で唯一理解していた。
菅野善太（かんの ぜんた）
菅野代議士の甥。宇宙嵐の騒ぎで大河と知遇を得る。

### 宇宙飛行士編
デニーズ教授
まっすぐの大学院での教授。まっすぐの作ったロボットの出来栄えに自身の研究室に入れるが、そのためにNASDAの宇宙飛行士募集要項を満たせなくなった際には責任を感じていた。
能利衛（のうり まもる）
元宇宙飛行士でNASDAの要職にある。スペースカーゴでのバイト歴重複分を実務経験として募集要項を埋めたまっすぐに当初は厳しい目を向けていた。
月島宙美（つきしま ひろみ）
班は違うが、真上と同じコズミックカレッジ参加者。
如月ありさ（きさらぎ ありさ）
日本の宇宙飛行士試験合格者。日本屈指の宇宙構造物のスペシャリスト。既婚者。
エース
NASAの宇宙飛行士のホープで「火星有人探査計画」の最有力候補。まっすぐとは出合った瞬間に意気投合している。

## その他
- 宇宙飛行士や宇宙研究機関など多くの関係者にインタビューをして作成されている。例えば、仙台青葉高校は宮城県仙台第二高等学校をモデルにしている[要出典]。
- 作中の世界的サイバーテロ組織TITAN（タイタン）のメッセージ画面には、同時期にサンデーで連載されていた久米田康治作「かってに改蔵」の坪内地丹（つぼうち ちたん）が登場している。（謝辞にも記載されている）
- 本作のキャラクターは作者の別作品『II -ツヴァイ-』にて、設定を変更しつつ採用されている。